# We Are Football
We Are Football ist eine von Winning Streak Games aus Köln entwickelte und von THQ Nordic vermarktete Fußball-Managementsimulation. Das Spiel wurde am 10. Juni 2021 für Microsoft Windows veröffentlicht. Leitender Entwickler ist Gerald Köhler, der seit 1993 maßgeblich das Konzept und Game Design der Anstoss- und später der Fußball-Manager-Reihe erarbeitet hat. Der Nachfolger We Are Football 2024 erschien am 4. März 2024.

## Spielprinzip
In der Simulation übernimmt der Spieler die Rolle eines Managers und/oder Trainers eines Fußballvereins. Die Aufgabe besteht nun darin, einen Klub erfolgreich zu führen und langfristig zu entwickeln. Dabei werden alle anfallenden Tätigkeiten wie Training, Testspiele, Aufstellung, Transfers, Sponsoring, Bau eines Stadions, Fanbetreuung uvm. ausgeübt. Es ist möglich, sowohl alleine zu spielen als auch kooperativ über Steam Remote-Play mit einem weiteren Mitspieler.
Der Spieler hat die Auswahl aus 37 Spielklassen der Herren und aus über 20 Klassen im Damenbereich. Abgedeckt werden so die ersten vier Ligen Deutschlands sowie weiterer Länder, zum Beispiel Frankreich, Portugal oder Serbien. In der Grundversion sind keinerlei offizielle Lizenzen enthalten, was bedeutet, dass Mannschaften und Spieler mit verfremdeten Namen dargestellt werden und keine originalen Vereinslogos beinhaltet sind. Zu Beginn des Karrieremodus hat der Spieler die Wahlmöglichkeit sich direkt für einen Klub zu entscheiden oder nach der Beantwortung einiger Fragen zu den individuellen Vorlieben und Schwerpunkten einen Verein zugewiesen zu bekommen. Die eigentlichen Partien dauern etwa fünf Minuten, je nach eingestellter Spielgeschwindigkeit.
Die Grundversion des Spiels enthält einen Editor, mit dem sich frei eigene Ligen, Vereine oder Spieler, auch nach dem offiziellen Vorbild, erstellen lassen. Diese Änderungen können auch mit anderen Nutzern innerhalb der Online-Community geteilt werden, die sich die Inhalte kostenfrei herunterladen.

## Edition Bundesliga
Neben der Grundversion ist gleichzeitig auch eine Bundesliga-Edition erschienen, welche die offiziellen Lizenzen aller Klubs der Fußball-Bundesliga sowie der 2. Fußball-Bundesliga für die Spielzeit 2020/21 und 2021/22 enthält. Weiterhin werden die Originaldaten des DFB-Pokals und des Supercups genutzt. Ebenso sind auch die Frauen-Bundesliga und 2. Frauen-Bundesliga offiziell vertreten.

## Entwicklung
Die Entwicklung von We Are Football begann mit insgesamt nur zehn Mitarbeitern der neugegründeten Firma Winning Streak Games im Jahr 2018. Das Ziel war, eine Simulation zu entwickeln, die sich wie ein Fußball-Manager vor 20 Jahren anfühlt. In einem Interview vom 10. Mai 2021 mit Der Standard präzisierte der Leitende Entwickler Gerald Köhler sein Vorhaben dahingehend, dass er einen traditionellen deutschsprachigen Manager ins 21. Jahrhundert bringen und einen einsteigerfreundlichen Manager in Fortführung der Anstoss-Reihe schaffen wolle.

## Rezeption
We Are Football erreichte auf den Seiten für Wertungsaggregation Metacritic sowie OpenCritic einen Durchschnitt von 67/100 respektive 66/100 Punkten. Das Sportmagazin Kicker stellt in einem Test die Einsteigerfreundlichkeit, den Frauenfußball-Modus und die Bundesliga-Lizenzen positiv heraus. Kritisiert werden teilweise die grafische Darstellung sowie fehlende Lizenzen außerhalb Deutschlands.

„We Are Football (WAF) ist eine schöne Hommage an die altbekannten Titel Anstoss und EAs Fußball Manager. WAF ist eine einsteigerfreundliche Managersimulation, die den Spieler so gut wie nie überfordert oder vor unlösbare Probleme stellt. Wem der Konkurrent von SEGA also zu kompliziert ist, der ist bei We Are Football deutlich besser aufgehoben. Die Bundesliga-Lizenzen erzeugen ein realistisches Gefühl und tragen zur Identifikation mit dem eigenen Verein bei. Das Design überzeugt in den deutschen Ligen mit ansprechenden Spielerdarstellungen – die graphische Darstellung von Inhalten wie die der Infrastruktur oder des Stadions sind, wie in Managerspielen üblich, nicht state of the art.“